# Helen Walton
Helen R. Walton (3 de dezembro de 1919 - 19 de abril de 2007) foi a esposa de Sam Walton, fundador da maior loja de varejo do mundo, Wal-Mart, e mãe de quatro filhos: S. Robson Walton, John T. Walton, Jim Walton e Alice L. Walton.